# Erythrolamprus jaegeri
Espèce
Synonymes
- Coronella jaegeri Günther, 1858
- Liophis jaegeri (Günther, 1858)
- Liophis dorsalis Peters, 1863
- Aporophis coralliventris Boulenger, 1894
- Liophis coralliventris (Boulenger, 1894)
- Liophis jaegeri coralliventris (Boulenger, 1894)
- Rhadinaea dichroa Werner, 1899
- Rhadinaea lineata Jensen, 1900

Statut de conservation UICN

 LC  : Préoccupation mineure
Erythrolamprus jaegeri  est une espèce de serpents de la famille des Dipsadidae.

## Répartition
Cette espèce se rencontre :
- au Brésil dans l'État du Rio Grande do Sul ;
- en Bolivie ;
- en Uruguay ;
- au Paraguay ;
- en Argentine dans les provinces de Misiones, de Corrientes, d'Entre Ríos, de Santa Fe et de Buenos Aires.

## Sous-espèces
Selon The Reptile Database (7 août 2013) :
- Erythrolamprus jaegeri coralliventris (Boulenger, 1894)
- Erythrolamprus jaegeri jaegeri (Günther, 1858)

## Étymologie
Cette espèce est nommée en l'honneur de Georg Friedrich Jaeger (1785-1866).

## Publications originales
- Boulenger 1894 : List of reptiles and batachians collected by Dr. T. Bohls near Asuncion, Paraguay. Annals and magazine of natural history, sér. 6, vol. 13, p. 342-348 (texte intégral).
- Günther, 1858 : Catalogue of Colubrine Snakes in the Collection of the British Museum, London, p. 1-281 (texte intégral).